# Cvetje (skladba, O.S.T.)
»Cvetje« je naslovna skladba iz filma Cvetje v jeseni leta 1973, v izvedbi citrarja Mihe Dovžana. Glasbo je napisal Urban Koder.

## Snemanje
Skladbo je aranžiral Urban Koder. Snemanje je potekalo v studiu 14 na Radiu Ljubljana. Skladba je bila izdana na extended play albumu Cvetje v jeseni na mali vinilni plošči.

## Zasedba

### Produkcija
- Urban Koder – glasba, aranžma

### Studijska izvedba
- Miha Dovžan – citre
- Urban Koder – dirigent
- RTV orkester – glasbena spremljava